# Linfangioma
Los Linfangioma o higromas quísticos son quistes o tumores benignos muy infrecuentes que nacen del sistema linfático de la piel del cuello, axila, mediastino y retroperitoneo, siendo la región cervical su localización más frecuente. Tienden a aumentar de tamaño después del nacimiento y pueden invadir estructuras dentro del mediastino o los troncos nerviosos de la axila.
Son pequeños quistes o tumores benignos que tienden a aumentar de tamaño después del nacimiento, y que nacen en el sistema linfática del cuello, la axila, mediastino (centro del tórax) y retro peritoneo, pero especialmente están situados en el cuello (95% de los casos) y también se les llama higroma quístico que significa tumor líquido, este líquido acumulado puede experimentar el proceso de infección llamado linfangitis.
El 90% de los casos se detectan antes de los dos primeros años de vida, y hasta el 50% en el momento del nacimiento.
Se presenta como una masa benigna, por eso no se les puede llamar “cáncer”, de crecimiento lento y consistencia blanda que puede causar problemas estéticos y funcionales tales como disfagia, disnea, sobre todo cuando aumenta su tamaño por infección o sangrado coexistente con lesiones vasculares. No hay diferenciación en cuanto al sexo.
El linfangioma se clasifica en: Capilar, cavernoso y quístico, pudiendo coexistir diferentes formas en un mismo linfangioma.
Anatómicamente son cavidades llenas de líquido linfático, delimitado por endotelio vascular, conectado con el sistema linfático periférico como resultado de una embriogénesis errónea.
El higroma quístico congénito o linfangioma es un tumor,del sistema linfático, es de origen embrionario y se origina por la obstrucción del drenaje de los sacos linfáticos. El 75% se origina en la región cervical y el resto puede localizarse en la axila, en la región inguinal o en el mediastino.
1. Su incidencia es relativamente baja, de aproximadamente 1 por 50 000 nacimientos.
2. Dichas ubicaciones guardan una relación con la embriogénesis, ya que al final de la novena semana comienza a desarrollarse el sistema linfático.
3. Se describen dos categorías de higroma quístico: aquellos diagnosticados en embarazos avanzados, los cuales llegan a ser linfangiomas aislados y aquellos diagnosticados en embarazos tempranos, los cuales están asociados con otras malformaciones, tales como retardo de crecimiento intrauterino, cardiopatías, polihidramnios con anomalías cromosómicas como trisomía 21, trisomía 18, monosomía X y síndromes de Noonan, Ellis-Van Creveld, Klinefelter, Noonan, Cunning y Roberts 10 aminopterina fetal y trimetadiona fetal.

## Histología
Por lo general, presentan espacios cavernosos tapizados con células endoteliales y agregados linfoides. Desde el punto de vista histológico son benignos; por este motivo no es apropiado llamarle "cáncer". Son tres los subtipos histológicos del linfangioma. El capilar, compuesto de finas paredes capilares. El cavernoso —compuesto de espacios linfáticos dilatados y adventicia— y el quístico (compuesto de quistes delimitados por una capa de endotelio, de tamaños variables).
La etiología guarda relación con la embriogénesis, y usualmente se asocian a otras alteraciones como trisomias 13, 18 o 21 y los síndromes de Turner, Klinefelter, Noonan, Cunning y Roberts. Los fetos con el síndrome de Turner nacen con pliegues en el cuello o pterygium colli, producto del exceso de piel. Otras anomalías pueden ser atribuidas a la sobre distensión de la piel y el defecto residual se debe al exceso de piel en el área más afectada.
Los linfangiomas pueden presentar diferentes tamaños, lo cual puede influir en el desenlace final, tal como se hace evidente en los casos revisados. Estos tumores pueden ser microquísticos si su tamaño es menor a 1 cm y macroquísticos si es mayor a 1 cm. Además tienen diferentes tipos histológicos como linfangioma capilar, el cual es raro y difícil de distinguir, linfangioma cavernoso que está formado por vasos linfáticos dilatados y linfangioma cístico llamado también higroma quístico, pudiendo comprometer tanto vasos arteriales como venosos. Aunque pueden aparecer en cualquier parte del cuerpo, el 75% se localizan en el cuello, la cabeza o las axilas. Localizaciones menos habituales incluyen: el retroperitoneo (2%), el mediastino (1%) y área escrotal con aproximadamente 30 casos descritos en la literatura.

## Diagnóstico
Aunque su diagnóstico suele ser clínico, para su estudio se usan ultrasonido, ecografía Doppler, tomografía axial computarizada contrastada e imagen por resonancia magnética nuclear contrastada para definir la lesión y su extensión.
El higroma quístico puede diagnosticarse con seguridad en la ecografía de segundo trimestre del embarazo y para confirmar el diagnóstico se somete a la madre a una resonancia magnética para ver al feto Se identifica como una masa que surge del cuello posterior o lateral y puede diferenciarse de otras causas (encefalocele posterior o meningocele occipital, mielomeningocele, teratoma quístico benigno, quiste subcorionico placentario, edema de la nuca, hemangioma, teratoma o cordón umbilical) por tener el cráneo y la columna íntegra, ausencia de componente sólido, posición constante respecto a la cabeza fetal, presencia de cavidad y septo dentro de la masa. Por otro lado, no hay predilección por el sexo pero se han documentado más casos femeninos.
En los linfangiomas de las regiones lateral y posterior del cuello se suelen descubrir anomalías cromosómicas e hidropesía, por ende es mandatorio la realización de cariotipo mediante amniocentesis o biopsia corial. Si el tumor no compromete el cuello, la probabilidad de patología genética asociada disminuye de manera considerable. Así, se logró documentar en el segundo caso, donde el compromiso anatómico era principalmente axilar y el cariotipo fue reportado como normal. Si el tumor es resecable, el pronóstico suele ser bueno, sin embargo, las lesiones multifocales pueden ser difíciles de tratar y los casos que se asocian con cromosomopatías, derrame pleural, ascitis o hidropesía tienen mal pronóstico1. Adicionalmente pueden presentar linfedema en el 69%, hidrops fetal en 46% y oligohidramnios en el 68%.
La ecografía 3D multiplanar es de utilidad para confirmar el diagnóstico y aportar información más detallada respecto a la extensión e infiltración del tumor. La resonancia magnética podría ayudar de igual manera en la determinación del tamaño de la lesión y en establecer el compromiso de otros órganos
Los diagnósticos diferenciales incluyen encefalocele posterior, mielomeningocele, teratoma quístico benigno y quiste subcorionico placentario.
El diagnóstico diferencial en la vida posnatal debe hacerse con hemangiomas, quistes tiroglosos, remanentes branquiales y teratoma quístico maduro. Por otro lado, en los niños más grandes se hace con linfadenitis, neurofibromas, tumores salivares o tumores tiroideos. En nuestros pacientes el diagnóstico prenatal fue realizado por médicos especialistas en el área ecográfica y perinatal, lo cual sirvió para intentar mejorar el pronóstico neonatal. Las características clínicas del linfangioma en la vida posnatal son lo que hacen diagnosticar con claridad la patología, pudiendo encontrar variedad en su presentación siendo únicos o múltiples, de tamaño variable, indoloro, blando, mal delimitado, fluctuante, lobulado, traslúcido y no adherido a planos profundos. La piel que los recubre suele ser delgada y azulada.
Desafortunadamente el tratamiento en la vida prenatal no es usual. Podría terminarse el embarazo en los casos de asociaciones letales y de gran compromiso fetal. Si la masa llegase a obstruir la vía aérea puede considerarse la realización de un EXIT (Cirugía intraparto exútero).
Las lesiones de peor pronóstico suelen ser aquellas que presentan gran extensión o cercanía con estructuras vitales, las que se presentan en edades gestacionales tempranas y las que se asociación con cromosomopatías o alteraciones identificables ecográficamente en la vida prenatal o posnatal. Estos factores pronósticos se hacen claramente identificables en los dos casos expuestos, ya que mientras en el caso número uno se tenía una lesión muy extensa que generó un cuadro anémico fatal, en el caso número dos se observó una lesión pequeña, no cervical sin lesiones asociadas y cariotipo normal, lo cual a la postre, llevó a un desenlace favorable. A pesar de ser consideradas lesiones sin potencial de malignidad, los linfangiomas suelen progresar y recidivar, sobre todo debido a infecciones asociadas o a cirugías incompletas previas.
En el tratamiento, la resección total del tumor es lo fundamental, aunque esto es algo imposible en la mayor parte de los casos, dado que infiltra estructuras como la lengua y faringe o está adherido a estructuras vitales como el plexo cervical, nervio frénico, nervio vago, vena yugular o arteria carótida. En estos casos es necesario la utilización de la radioterapia y/o tratamiento con corticoides o bleomicina como agentes esclerosantes con tasas de éxito disimiles con tasas de recidiva posterior a tratamiento médico hasta del 11%.
En los últimos años se ha adquirido experiencia con el uso de sustancias esclerosantes de los vasos linfáticos que forman el higroma, que se inyectan localmente, aumentando la permeabilidad del endotelio y logrando así el drenaje acelerado del contenido produciendo contracción y cierre de los espacios quísticos y la desaparición de estos. La más usada de estas sustancias es el OK 470, pero hoy en día es una sustancia cara y no disponible fácilmente en las farmacias y solo puede utilizarse siguiendo un protocolo hospitalario estricto. Otra de las sustancias utilizadas es el OK 432 (Picibanil), que es una mezcla incubada liofilizada de Streptococcus pyogenes del grupo A, de origen humano, que produce un aumento en el número de neutrófilos, macrófagos y leucocitos en el fluido del higroma quístico, además aumenta el número de células asesinas y linfocitos T, con mayor concentración de factor de necrosis tumoral y de interleucina. A pesar de que, en nuestro medio se ha utilizado esta última, todavía faltan muchos estudios para establecer la adecuada eficacia de estas sustancias. En conclusión, toda masa quística debe ser adecuadamente valorada, realizando un diagnóstico temprano, con los recursos radiológicos más seguros y disponibles en la actualidad y un seguimiento adecuado con el fin de dar una consejería adecuada a los padres y al equipo multidisciplinario en el momento del parto y por ende el futuro de la gestación

## Tratamiento
Su tratamiento depende de su tamaño y localización. La pubertad tiende a reducir los tumores e incluso a hacerlos desaparecer hasta en un 70% de los casos. Por lo tanto, lesiones pequeñas, sin crecimiento y que no comprometen la función de algún órgano, se dejan en observación. Para las lesiones mayores, la escisión quirúrgica sigue siendo el tratamiento más aceptado, pero ésta tiene resultados variables, ya que los tumores tienden a reaparecer en un muy importante porcentaje de los casos. Otras opciones no quirúrgicas han incluido soluciones esclerosantes y agentes embolizantes, con resultados más bien pobres. Hace unos años en Japón se desarrolló un medicamento que ha producido buenos resultados; se trata del OK432, que se aplica intralesionalmente y reduce de forma importante estas tumoraciones, pero no funciona en todos los casos. Actualmente es de uso corriente en Japón, Perú, Taiwán y Corea del Sur. Se considera experimental en el resto del mundo.
OTROS: escleroterapia con bleomicina,rapamicina, dada las características de la lesión, cirugía.